# Paragastrozona solitaria
Paragastrozona solitaria är en tvåvingeart som först beskrevs av Erich Martin Hering 1938. Paragastrozona solitaria ingår i släktet Paragastrozona och familjen borrflugor.
Artens utbredningsområde är Myanmar. Inga underarter finns listade i Catalogue of Life.